# Elément de commandement de MAGTF (USMC)

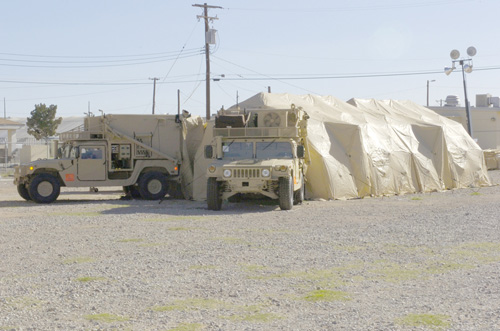
USMC Combat Operations Center

Dans le Corps des Marines des États-Unis, l'élément de commandement (CE) est l'unité de commandement et de contrôle d'une Force tactique terrestre et aérienne des Marines (MAGTF). Il fournit le C3I pour le MAGTF. 

## Rôle au sein du MAGTF
L'élément de commandement (CE), une unité de quartier général organisée en un groupe de quartier général (QG) de MAGTF (que ce soit une MEU, une MEB, ou une MEF), qui exerce le commandement et le contrôle (gestion et planification des troupes, le renseignement, les opérations et la formation ainsi que les fonctions logistiques) sur les autres éléments du MAGTF. Le groupe HQ comprend les détachements, les compagnies et les bataillons de communications, de renseignement, de surveillance et d'application de la loi (c.-à-d. la police militaire), ainsi que les pelotons, détachements et compagnies de reconnaissance (Force Reconnaissance) et de liaison (ANGLICO).

## Organisation
La taille du CE varie proportionnellement à la taille du MAGTF. Une Marine Expeditionary Force possède un groupe de commandement du MEF, à peu près de la taille d'un régiment. Une Marine expeditionary brigade a un groupe de commandement de la taille d'un bataillon. Les diverses Marine expeditionary units disposent d'un groupe de commandement de la taille d'une compagnie. En règle générale, les affectations à une MEF sont permanentes, tandis que les GCE, ACE et LCE changent de MEB ou de MEU deux fois par an environ. 

### Hiérarchie des unités de commandement des Marines

#### I MEF Groupe de commandement
| Insigne | Nom                                   | Emplacement                                  |
| ------- | ------------------------------------- | -------------------------------------------- |
|         | 1er bataillon de renseignement        | Marine Corps Base Camp Pendleton, Californie |
|         | 1er Bataillon d'application de la loi | Marine Corps Base Camp Pendleton, Californie |
|         | 1er bataillon d'interceptions radio   | Marine Corps Base Camp Pendleton, Californie |
|         | 9e bataillon de commandement          | Marine Corps Base Camp Pendleton, Californie |
|         | 1st Air Naval Gunfire Liaison Company | Marine Corps Base Camp Pendleton, Californie |

#### II MEF Groupe de commandement
| Insigne | Nom                                                      | Emplacement                                        |
| ------- | -------------------------------------------------------- | -------------------------------------------------- |
|         | 2e Bataillon du renseignement                            | Marine Corps Base Camp Lejeune, Caroline du Nord   |
|         | 2e Bataillon d'application de la loi                     | Marine Corps Base Camp Lejeune, Caroline du Nord   |
|         | 2nd Battailion d'interceptions radio                     | Marine Corps Base Camp Lejeune, Caroline du Nord   |
|         | 8e Bataillon de commandement                             | Marine Corps Base Camp Lejeune, Caroline du Nord   |
|         | Force de réaction aux incidents chimiques et biologiques | Indian Head Naval Surface Warfare Center, Maryland |
|         | 2nd Air Naval Gunfire Liaison Company                    | Marine Corps Base Camp Lejeune, Caroline du Nord   |

#### III MEF Groupe de commandement
| Insigne | Nom                                   | Emplacement                              |
| ------- | ------------------------------------- | ---------------------------------------- |
|         | 3e Bataillon du renseignement         | Camp Hansen, préfecture d'Okinawa, Japon |
|         | 3e Bataillon d'application de la loi  | Camp Hansen, préfecture d'Okinawa, Japon |
|         | 3rd Battailion d'interceptions radio  | Marine Corps Base Hawaii                 |
|         | 7e Bataillon de commandement          | Camp Hansen, préfecture d'Okinawa, Japon |
|         | 5th Air Naval Gunfire Liaison Company | Camp Hansen, préfecture d'Okinawa, Japon |

#### Unités CE de laForce de réserve des Marines
| Insigne | Nom | Emplacement                                             |
| ------- | --- | ------------------------------------------------------- |
|         | Bataillon de soutien du renseignement                                                                                | Nouvelle-Orléans, Louisiane                             |
|         | 4e bataillon d'application de la loi                                                                                 |                                                         |
|         | 6e Bataillon des commandement Remarque: relèvent également du 4ème groupe de logistique maritime                     | New York, New York                                      |
|         | 1er groupe des affaires civiles                                                                                      | Marine Corps Base Camp Pendleton, Californie            |
|         | 2e groupe des affaires civiles                                                                                       | Installation de soutien naval Anacostia, Washington, DC |
|         | 3e Groupe des affaires civiles                                                                                       | Station navale des Grands Lacs, Illinois                |
|         | 4e groupe des affaires civiles                                                                                       | Hialeah, Floride                                        |
|         | 3rd Air Naval Gunfire Liaison Company                                                                                | Long Beach, Californie                                  |
|         | 4th Air Naval Gunfire Liaison Company                                                                                | West Palm Beach, Floride                                |
|         | 6th Air Naval Gunfire Liaison Company                                                                                | Concord, Californie                                     |
|         | 3e Compagnie de reconnaissance de la Force Remarque: Contrôle opérationnel (OPCON) à II Marine Expeditionary Force   | Mobile, Alabama                                         |
|         | 4e Compagnie de Reconnaissance de la Force Remarque: Contrôle opérationnel (OPCON) pour I Marine Expeditionary Force | Marine Corps Base Hawaii                                |